# Avoca (villa)
Avoca es una villa ubicada en el condado de Steuben en el estado estadounidense de Nueva York. En el año 2000 tenía una población de 1008 habitantes y una densidad poblacional de 330 personas por km².

## Geografía
Avoca se encuentra ubicada en las coordenadas 42°24′38″N 77°25′13″O / 42.41056, -77.42028.

## Demografía
Según la Oficina del Censo en 2000 los ingresos medios por hogar en la localidad eran de $31 713, y los ingresos medios por familia eran $32 443. Los hombres tenían unos ingresos medios de $28 864 frente a los $21 563 para las mujeres. La renta per cápita para la localidad era de $13 639. Alrededor del 15.4% de la población estaban por debajo del umbral de pobreza.